# Mehmet Ataberk Dadakdeniz
Mehmet Ataberk Dadakdeniz (* 5. August 1999 in Izmir) ist ein türkischer Fußballtorhüter.

## Karriere

### Verein
Dadakdeniz begann mit dem Vereinsfußball 2011 in der Jugendabteilung von Bursa Güven SK und wechselte von hier 2012 in den Nachwuchs von Bursaspor. Im Mai 2016 erhielt er bei diesem Klub zwar einen Profivertrag, spielte aber bis zum Sommer 2019 für die Nachwuchsmannschaften des Klubs. Zur Saison 2019/20 wurde er in den Kader der Profimannschaft aufgenommen und gab am 17. August 2019 in der Zweitligabegegnung gegen Fatih Karagümrük SK sein Profidebüt.

### Nationalmannschaft
Dadakdeniz begann seine Nationalmannschaftskarriere 2016 mit einem Einsatz für die türkische U-17-Nationalmannschaft.